# Siebelfähre
Die Siebelfähren waren provisorische Landungsboote der deutschen Wehrmacht, die während des Zweiten Weltkrieges im Rahmen des Unternehmens Seelöwe eingesetzt werden sollten.
Namensgeber war Friedrich Siebel, Inhaber der Siebel Flugzeugwerke, der die Idee hatte, Pontons und Behelfsbrücken mit Plattformen und Flugmotoren zu bestücken, um so die dringend benötigte Transportkapazität für die geplante Invasion Englands (Unternehmen Seelöwe) zu schaffen. Friedrich Siebel beauftragte seinen Chefkonstrukteur Dipl. Ing. Friedrich Fecher aus dem Siebel Flugzeugwerk Halle mit der Ausarbeitung der modularen Konstruktion um einen schnellen Transport ohne großen Aufwand zu erreichen.
Die Fähren wurden mit zwei Maschinen sowie bis zu drei BMW-Flugmotoren mit Propeller angetrieben. Bei späteren Modellen wurde auf die Ausstattung mit Flugmotoren verzichtet. Von ursprünglich 400 geplanten Einheiten wurden etwa 200 Schiffe fertiggestellt, die sich in Aufgabe und Ausstattung zum Teil deutlich unterschieden. Neben dem Transportfahrzeug gab es so auch Varianten, die der Landungsunterstützung und der Flugabwehr dienten (Kampffähre).
Nachdem das Unternehmen Seelöwe aufgegeben worden war, kamen die Siebelfähren auf vielen Kriegsschauplätzen, unter anderem im Schwarzen Meer und im Mittelmeer, zum Einsatz. Durch ihren modularen Aufbau konnten sie schnell, auch über den Landweg, in die jeweiligen Kampfgebiete transportiert werden. Besonders bei Operationen im Mittelmeer fanden die Fähren neben Transport- und Minenlege-Aufgaben auch in ihrer ursprünglichen Funktion als Landungsfahrzeuge Verwendung. 
Nach dem Krieg wurden erhaltene Siebelfähren in vielen Ländern als Transporter und Fähren eingesetzt. Noch bis in die 1960er Jahre versahen drei Siebelfähren auf dem Rhein bei Bonn und Nierstein den Fährdienst.

## Versionen
Die Siebelfähren wurden in verschiedenen Ausführungen gebaut:
| Bezeichnung     | Siebelfähre 40                            | Siebelfähre 41            | Siebelfähre 43  | Siebelfähre 44  |
| --------------- | ----------------------------------------- | ------------------------- | --------------- | --------------- |
| Verdrängung     | 130 t                                     | 130 t                     | 143 t           | 130 t           |
| Länge           | 21,6 m                                    | 24,3 m                    | 32,0 m          | 26,0 m          |
| Breite          | 13,9 m                                    | 13,9 m                    | 14,7 m          | 13,7 m          |
| Tiefgang        | 1,2 m                                     | 1,2 m                     | 1,75 m          | 0,9 m           |
| Antrieb         | 2 × 75 PS, 3 × BMW-Flugmotoren mit 300 PS | 1 Motor BMW VI mit 210 PS | 2 × 280 PS, BMW | 2 × 280 PS, BMW |
| Geschwindigkeit | 6,5 kn                                    | 6,5 kn                    | 5,4 kn          | 7,4 kn          |
| Ladefähigkeit   | 150 Mann                                  | 250 Mann                  | 169 t           | 169 t           |